# El club del Hogar
El Club del Hogar fue un programa de televisión mexicano de humor blanco que era transmitido en vivo y que estuvo dedicado a promover marcas y productos que patrocinaban la emisión. Se improvisaban comerciales en vivo y se bromeaba con los productos de esos mismos patrocinadores a veces ridiculizándolos . Se emitió por primera vez el jueves 1 de marzo de 1951 y duró 35 años, hasta 1986. 
Fue el programa televisivo de mayor duración en México hasta que En Familia Con Chabelo superó este récord en 2015. En un comienzo fue transmitido desde el estudio Verde y Oro de la antigua XEW, y era conducido por Daniel Pérez Arcaraz y Francisco Fuentes que caracterizaba el personaje indígena llamado “Madaleno”, y solo terminó con la muerte de sus presentadores principales (Arcaraz en 1982 y Fuentes en 1985). 
Otras personas que participaron dentro del elenco fueron el payaso Guadalupe Márquez “Caralimpia”, la actriz Julieta Velázquez “Vilma Traca“,  Janet Arceo,  Enrique Cáceres y Elizabeth Dupeyrón.

## Concepto del programa
El programa era presentado de manera compartida por Daniel Pérez Arcaráz, un anfitrión muy serio y correcto y por Francisco Fuentes que representaba un personaje de indígena bromista llamado "Madaleno" y su propósito era el de hacer comerciales en vivo, musicalizándolos y ridiculizándolos de manera ingeniosa. Por varias décadas se mantuvo con mucho éxito como el programa de más larga duración. También como parte habitual tuvo entrevistas, música y bromas. Esta manera de hacer mercadotecnia fue imitada más tarde con programas como el de 2003 con el nombre "Qué importa"  conducido por Juan Carlos "El Borrego" Nava, sin embargo, no tuvo éxito. Hoy en día, otro programa con el mismo nombre se transmite en el canal "Imagen Televisión", que se dedica a dar las noticias de forma entretenida.

## Invitados
Dentro de El Club del Hogar presentó a celebridades como:
- Agustín Lara
- María Félix
- Jorge Negrete
- Álvaro Carrillo
- Miguel Alemán
- Adolfo Ruiz Cortines
- Adolfo López Mateos
- Díaz Ordaz
- Luis Echeverría
- José López Portillo
- Manuel "El Loco" Valdés

### Nota
“El Gori Gori” era uno de los temas más populares y el que más identidad le daba al programa, era una interpretación de Francisco Fuentes "Madaleno" con la participación del Cebollón y su Orquesta

## Controversias
A comienzo de la década de los 80s, recibió mucha crítica debido a que el personaje "Madaleno" representaba un estereotipo ofensivo hacia las comunidades indígenas, sin embargo la muerte de Daniel Pérez Arcaraz el 18 de diciembre de 1982 hace que sea sustituido por Francisco Jorge Stanley Albaitero; con el fallecimiento de Fuentes en 1985 el programa recibe un duro golpe que lleva a su cancelación definitiva en 1986.